# Allouis
Allouis là một xã trong tỉnh Cher, gần thành phố Bourges, thuộc vùng hành chính Centre-Val de Loire của nước Pháp, có dân số là 771 người (thời điểm 1999).